# Фантастичні звірі і де їх шукати (фільм)
«Фантастичні звірі і де їх шукати» (англ. Fantastic Beasts and Where to Find Them) — американсько-британське фентезі режисера Девіда Єйтса, зняте на основі однойменної книги британської письменниці Джоан Роулінг, яка виступила в ролі автора сценарію та продюсера стрічки. Кінокартина є приквелом серії фільмів про Гаррі Поттера.
Прем'єра відбулася 10 листопада 2016 року у Нью-Йорку. В українському прокаті фільм стартував 17 листопада 2016 року. Стрічка отримала 5 номінацій на премію БАФТА, отримавши нагороду за найкращу роботу художника-постановника, та 2 номінації на премію «Оскар», здобувши нагороду в категорії Найкращий дизайн костюмів.

## Сюжет
1926 рік. Над чаклунським світом нависла небачена досі загроза. Могутній темний маг Ґелерт Ґріндельвальд тероризує магічну спільноту.
У цей час магізоолог Ньют Скамандер прибуває до Нью-Йорка з валізою повною магічних істот, щоб потім вирушити до Аризони. Під час прогулянки містом він стає свідком невеликого мітингу на площі перед банком. Перед людьми виступає Мері-Лу Бербоун, лідер Нового Салемського Філантропічного Товариства, яка стверджує, що звичайним мешканцям Америки загрожують чаклуни та відьми. Поки Ньют слухає промову, з його валізи вислизає Ніфлер, у якого вроджена пристрасть до коштовностей і золота. Ньют намагається спіймати невелику тваринку, яка встигає проникнути до сховища банку. Випадковим свідком цього стає нечакл Якоб Ковальський, що прийшов у банк за кредитом. Ньют робить спробу накласти на нього закляття «забуттятус», але Якоб, схопивши валізу, тікає геть. За цими подіями слідкує колишня аврорка Тіна Ґольдштейн. За порушення законів магічного світу, вона відводить Ньюта до Магічного Конгресу Сполучених Штатів Америки (МАКОСША), сподіваючись відновитися на своїй посаді. Але президент Серафіна Пікері та аврор Персіваль Ґрейвз відмовляються слухати Порпентіну, а незабаром стає відомо, що в метушні Ньют і Якоб переплутали валізи. Якоб, прийшовши додому, відчиняє валізу і звідти втікають кілька звірів.
Персіваль Ґрейвз займається розслідуванням таємничих інцидентів, що викликають руйнування у місті та наводять жах на нечаклів. З метою знайти невідому темну силу, аврор співпрацює з прийомним сином Мері-Лу, Креденцієм. Ґрейвз переконаний, що поблизу матері Креденція є дитина з могутньою чаклунською силою.
Тіна та Ньют знаходять непритомного Якоба у розтрощеній квартирі. Порпентіна відводить Скамандера і Ковальського до себе додому, де знайомить із сестрою Квіні. Вночі Ньют і Якоб вислизають з квартири, щоб якнайшвидше упіймати звірів, що втекли з валізи. Знайшовши Ніфлера та Різкопроривця, вони залазять всередину валізи. У цей момент Тіна хапає валізу і йде з нею у МАКОСША. Волею випадку вона потрапляє на термінову нараду з приводу смерті сенатора-нечакла, вбитого невідомою магічною істотою. Але Ньют запевняє, що маґла вбив не звір, а Обскурус — темна і руйнівна сила, що проявляється у дітей магів, які приховують свою силу. Ньюта і Тіну арештовують та засуджують до смертної кари, але чарівникам вдається втекти.
Інформатор Тіни, Гнарлак підказує четвірці, де відловити останнього з істот, які втекли .
Грейвз звертається до Криденція, дорослого прийомного сина Мері Лу, і пропонує звільнити його від матері-насильниці в обмін на допомогу в пошуку Обскуруса, який спричиняє руйнування по всьому місту. Криденцій знаходить чарівну паличку під ліжком своєї прийомної сестри Модестри, яку Мері Лу вважає його; коли Криденція збираються покарати, Обскурус вбиває Мері Лу та її старшу доньку Честіті. Грейвз, припускаючи, що Модестра є господарем Обскуріала, каже Креденцію, що той Сквиб та відмовляється навчати його магії, як він обіцяв в обмін на службу. Креденцій виявляє, що він справжній господар обскуріала, який вижив завдяки інтенсивності своєї магії, і починає атакувати місто.
Ньют знаходить Криденція, який ховається в тунелі метро, але на нього нападає Грейвз. Тіна, яка намагалася захистити Криденція від Мері Лу (що призвело до її пониження в посаді), намагається заспокоїти хлопця, а Грейвз намагається переконати Криденція послухати його. Коли Креденцію повертається до людської форми, президент МАКОША Серафіна Пікері та аврори знишують Криденція. Однак, не помічений ніким, крім Ньюта, єдиний шматок істоти втікає. Грейвс визнає, що він планував випустити обскуріуса, щоб викрити магічну спільноту нечаклам, а потім підставити Ньюта за цей інцидент. Він стверджує, що закони МАКОША відкрито захищають нечаклів за рахунок магічної спільноти, і він більше не хоче жити, переховуючись. Пікері наказує аврорам затримати Грейвса, але той перемагає їх. Ньют використовує одну зі своїх істот, щоб схопити його, і в результаті Ґрейвза викривають як Ґріндельвальда.
МАКОША боїться, що їхній таємний світ було розкрито, але Ньют випускає свою пташку , щоб розвіяти зілля, яке проливається над містом у вигляді дощу, який стирає спогади, тоді як чарівники МАКОША усувають руйнування та стирають усі докази свого існування. Ньют повертається до Англії. Якоб відкриває пекарню з тістечками, схожими на звірів Ньюта.

## У ролях

### Акторський склад
- Едді Редмейн — Ньютон «Ньют» Артеміс Фідо Скама́ндер[3], ексцентричний магізоолог, автор підручника «Фантастичні звірі і де їх шукати», працівник Міністерства магії. Подорожує світом у пошуках і для документації магічних істот. Йому комфортніше з магічними істотами, ніж з такими ж чаклунами і відьмами, як він сам. Ньют навчався у Гоґвортсі, але був виключений через те, що одна з його магічних істот ледь не вбила людину. Лише один професор був на його боці — Албус Дамблдор. Під час Першої Світової війни працював з Українськими Залізопузими драконами.
- Кетрін Вотерстон — Порпентіна «Тіна» Ґольдштейн[4], співробітник Магічного Конгресу Сполучених Штатів Америки (МАКОСША), колись працювала Аврором, але її понизили до механічної офісної роботи.
- Елісон Судол —  Квіні Ґольдштейн[5], молодша сестра Порпентіни, працює у тому ж відділі в МАКОСША, що й Тіна, але немає амбіцій стати Аврором. Крім того вона — виманолог, тобто може читати думки.
- Ден Фоґлер — Якоб Ковальський, нечакл-пекар, втягнутий у пригоду Ньюта.
- Саманта Мортон — Мері-Лу Бербоун, нечакл і лідер Нового Салемського Філантропічного Товариства. Схиблена на бажанні винищити усе магічне, Мері-Лу оголошує хрестовий похід проти чаклунів та відьом, які, за її переконанням, живуть серед нас. Навіть власних прийомних дітей, які живуть у страху перед матір'ю, вона ростить у ненависті до усього магічного.
- Колін Фаррелл — Персіваль Ґрейвз, керівник Відділу магічної безпеки МАКОСША, аврор.
- Езра Міллер — Креденцій Бербоун, прийомний син Мері-Лу.
- Джон Войт — Генрі Шоу старший
- Рон Перлман — Ґнарлак, гоблін.
- Дженн Мюррей — Честіті
- Кармен Іджого — Серафіна Пікері, президент МАКОСША
- Джонні Депп — Ґелерт Ґріндельвальд[6], могутній темний маг.
- Ден Гедая — Ред

У фільмі також серед персонажів згадуються Тесей Скамандер, Лета Лестрандж і Албус Дамблдор, які відіграють важливу роль у наступних фільмах франшизи.

Акторський склад на San Diego Comic-Con International 2016
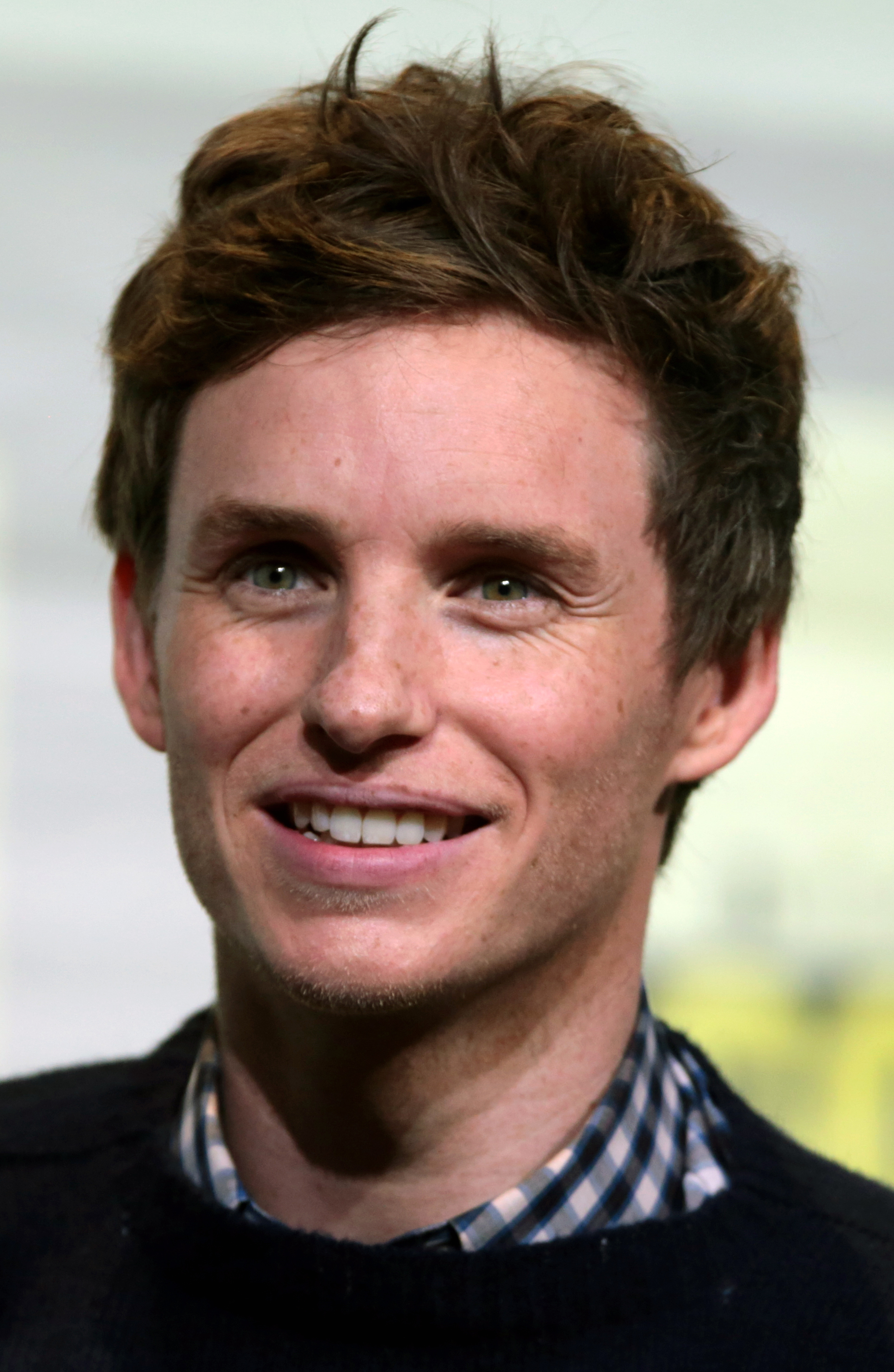
Едді Редмейн (Нʼют)
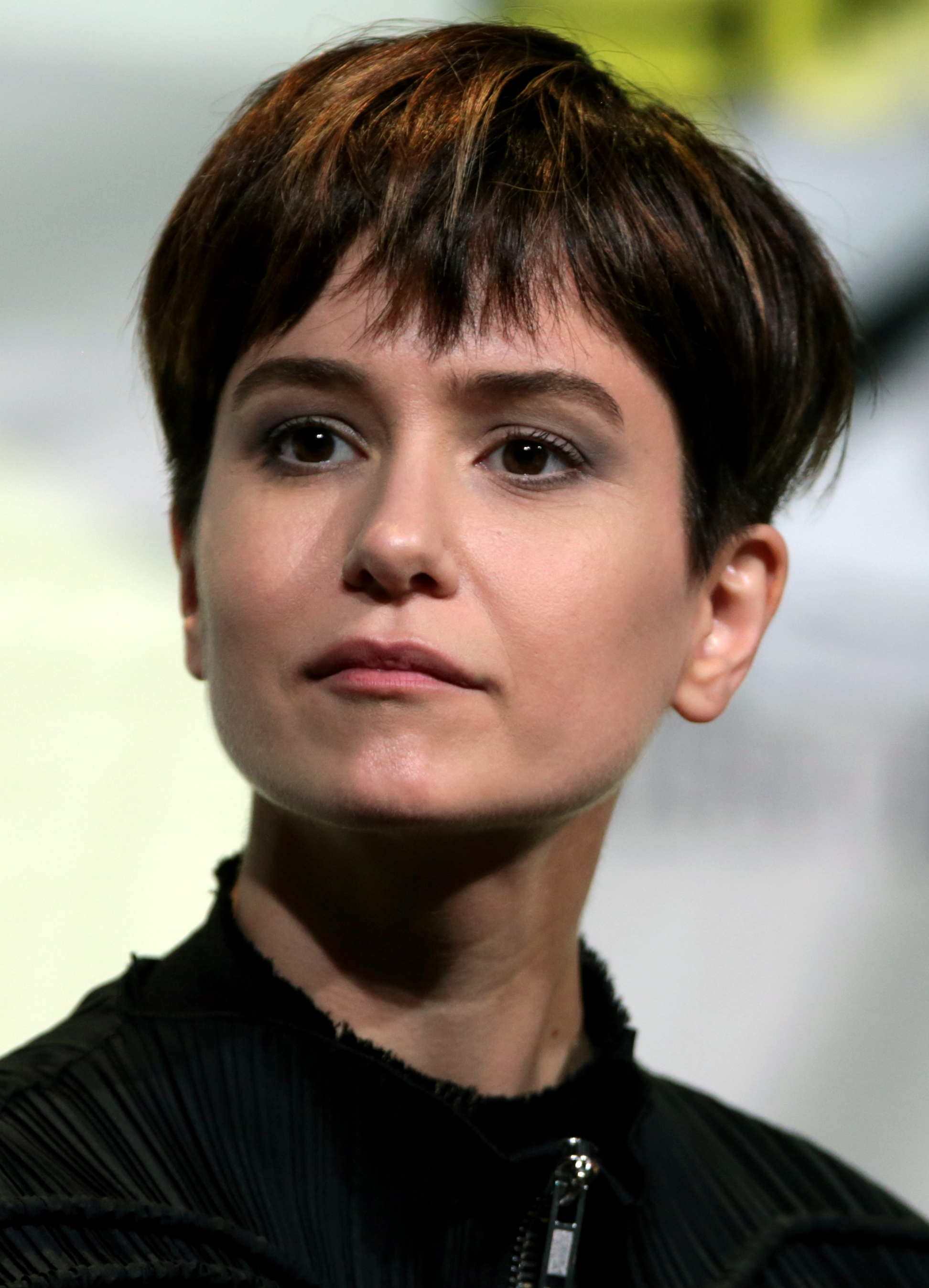
Кетрін Вотерстон (Тіна)
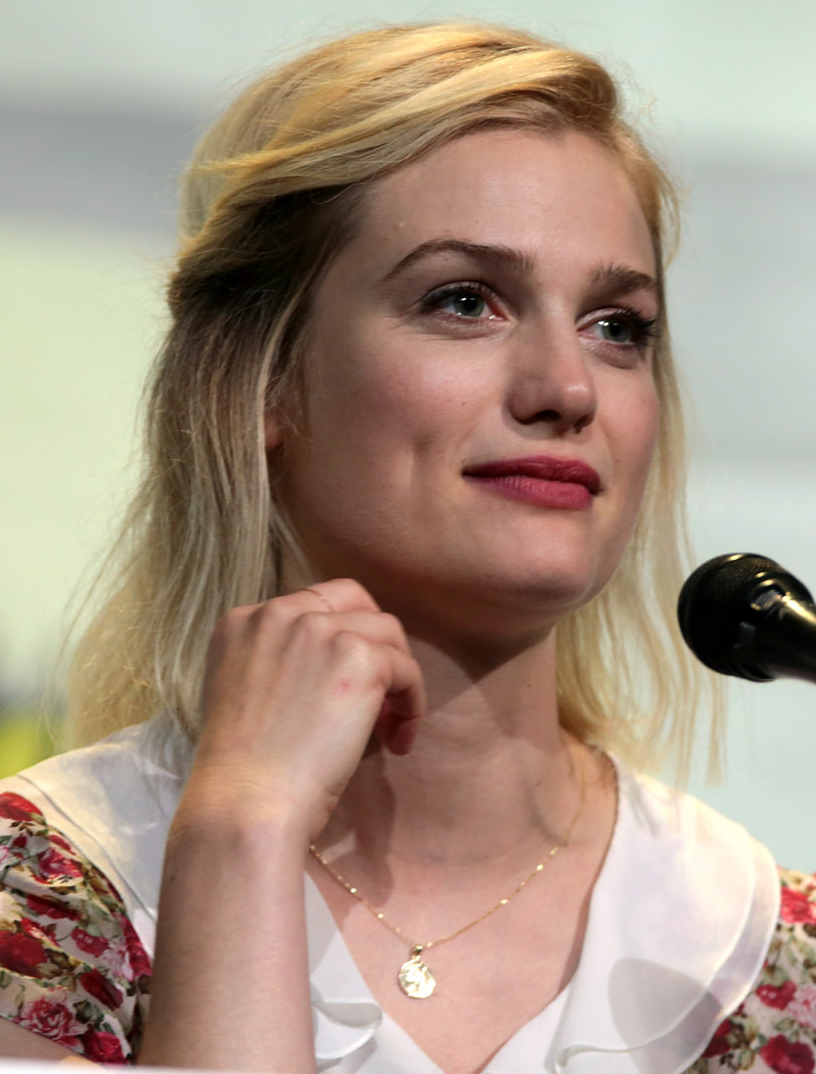
Елісон Судол (Квіні)
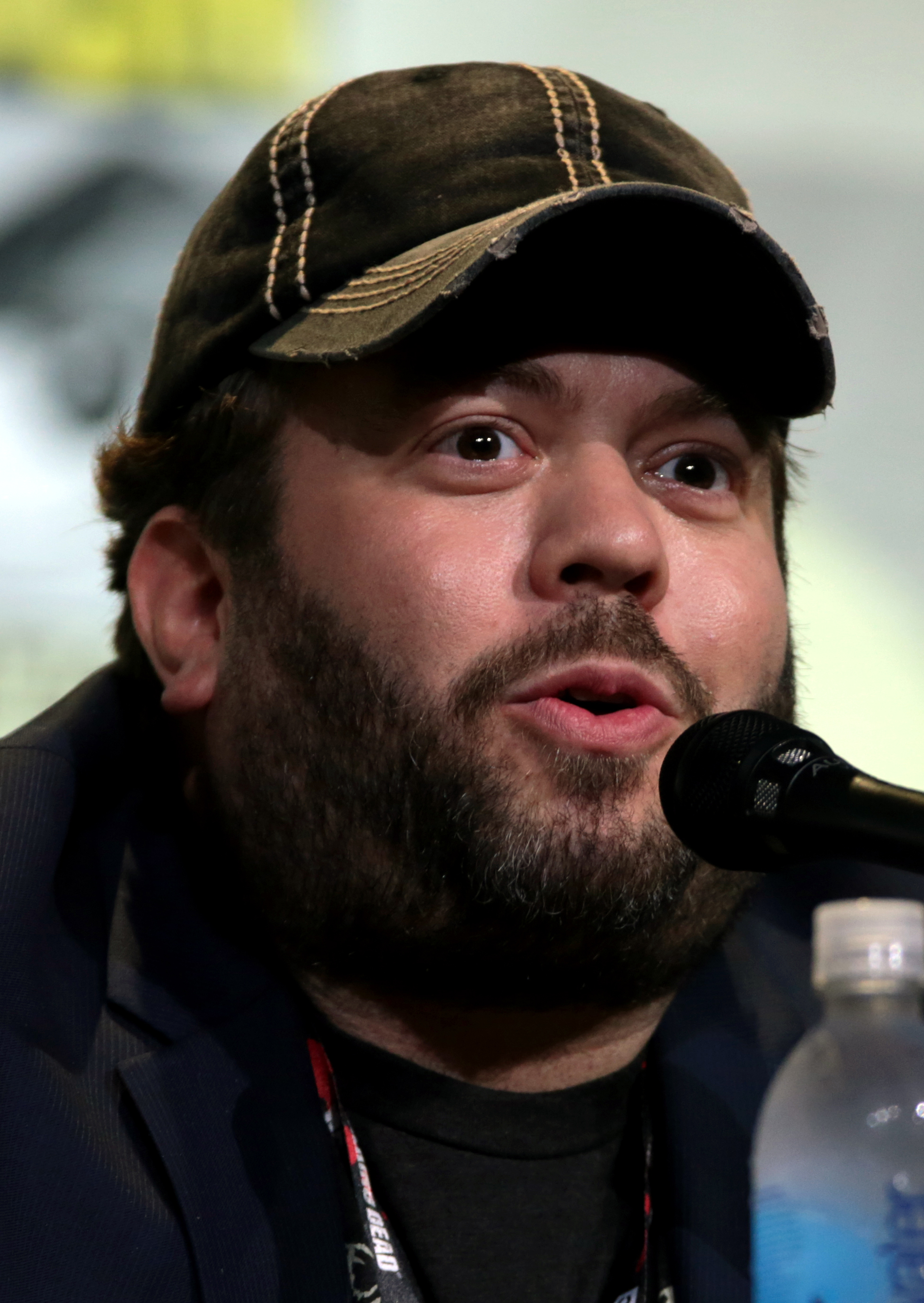
Ден Фоглер
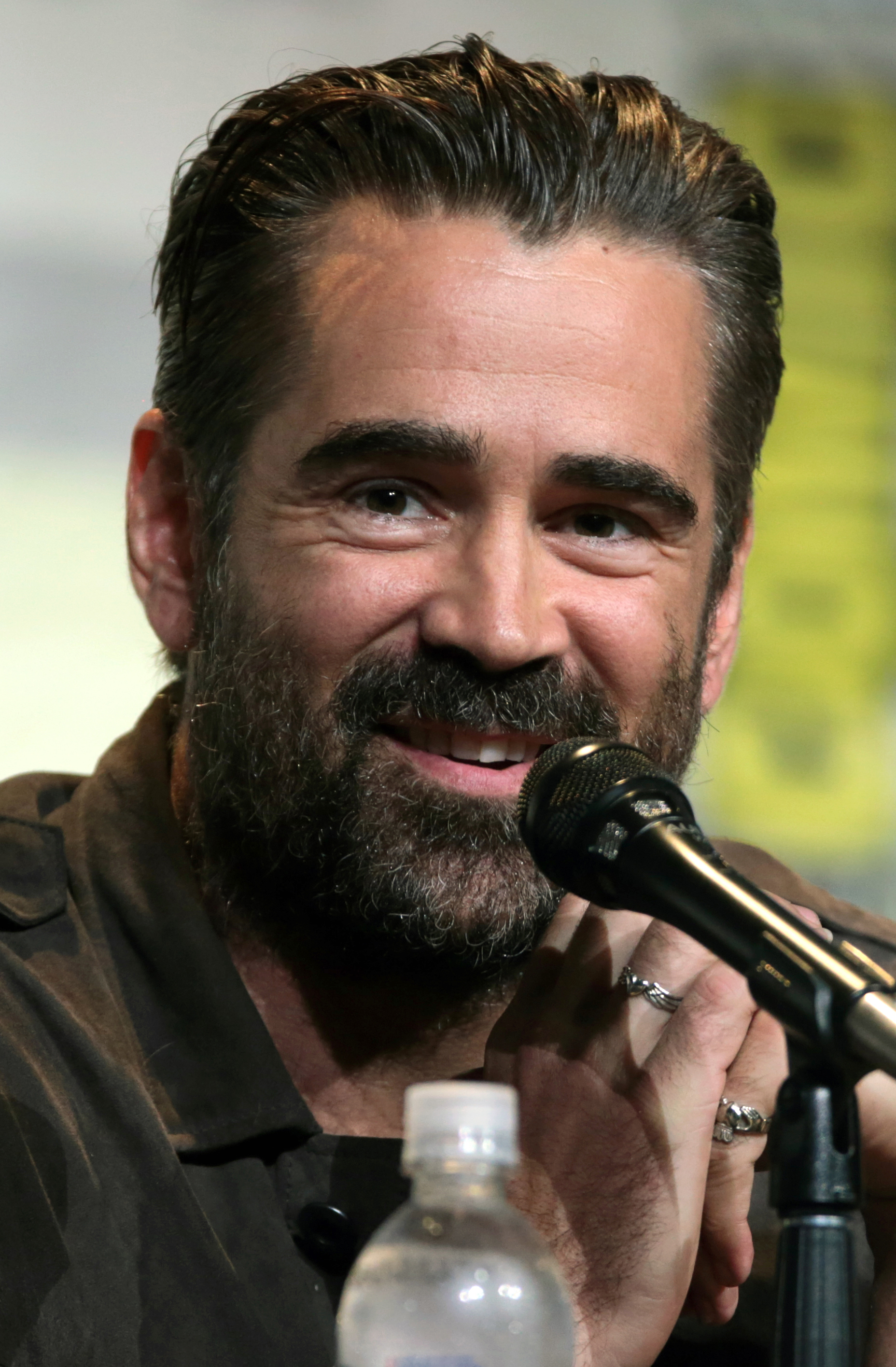
Колін Фаррелл
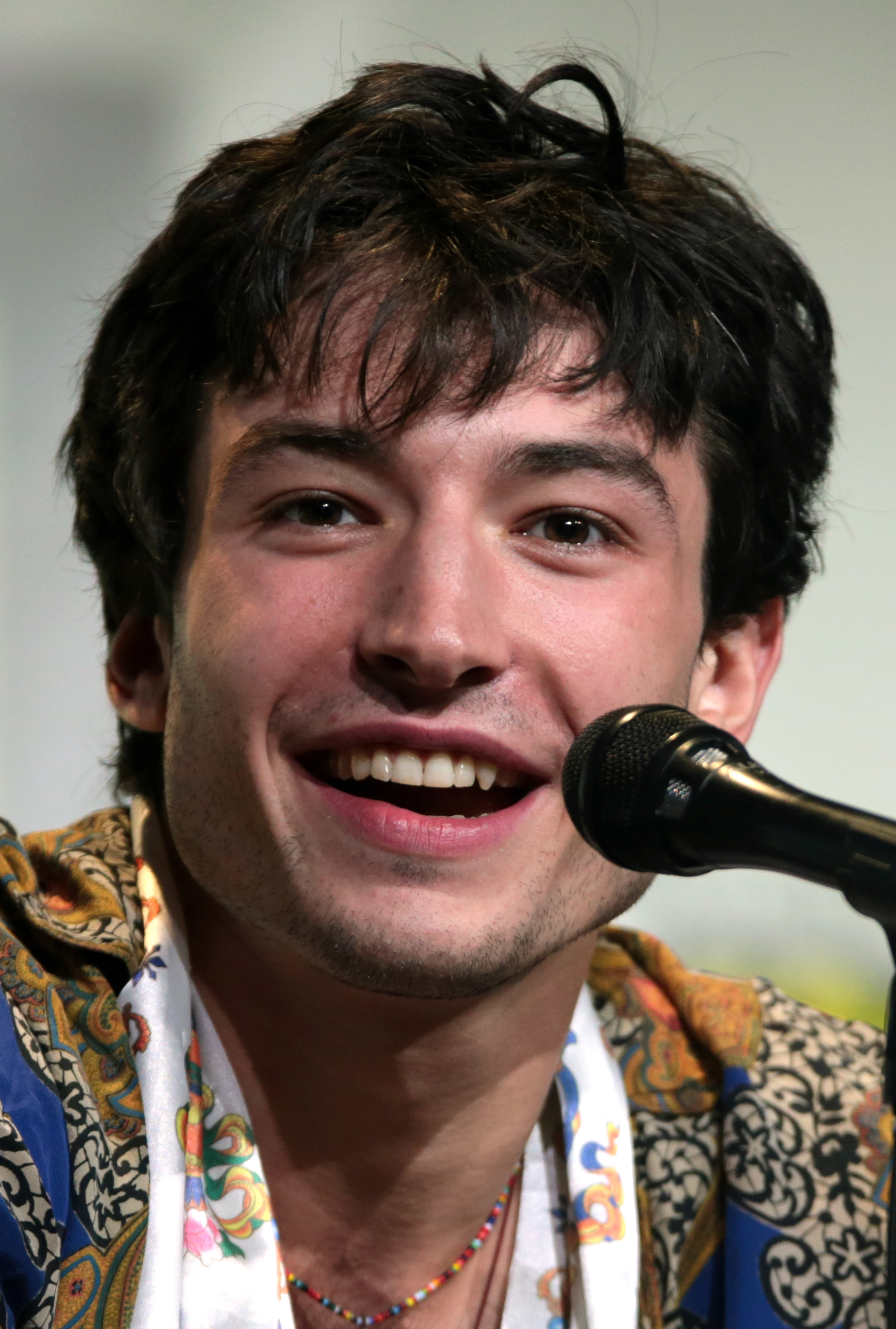
Езра Міллер

## Український дубляж
Дубляж виконано студією Postmodern на замовлення Kinomania.
| Переклад        | Олег Колесніков |
| Режисер дубляжу | Ганна Пащенко |
| Звукорежисер    | Олександр Мостовенко |
| Ролі дублювали  | Олександр Погребняк Юлія Перенчук Сергій Солопай Наталія Денисенко Андрій Твердак Олена Узлюк Андрій Соболєв Наталія Ярошенко Борис Георгієвський та інші |

- Олександр Погребняк – Ньют Скамандер
- Юлія Перенчук – Тіна Ґольдштейн
- Сергій Солопай – Якоб Ковальський
- Наталія Денисенко – Квіні Ґольдштейн
- Андрій Соболєв – Креденцій Бербоун
- Андрій Твердак – Персіваль Ґрейвз

## Зйомки
Основні зйомки почались у серпні 2015 року на студії Warner Bros. у Лівсдені. Кілька сцен було знято в Лондоні. Іншою локацією став St George's Hall у Ліверпулі, який перетворили на Нью-Йорк 20-х років. Джонні Депп брав участь у зйомках лише два дні. Знімальний процес завершився у січні 2016 року.

## Саундтрек
Музику до фільму написав композитор Джеймс Ньютон Говард.
| #   | Назва                                                                                       | Тривалість |
| --- | ------------------------------------------------------------------------------------------- | ---------- |
| 1.  | «Main Titles - Fantastic Beasts and Where To Find Them»                                     | 2:56       |
| 2.  | «There Are Witches Among Us / The Bank / The Niffler»                                       | 6:55       |
| 3.  | «Tina Takes Newt In / Macusa Headquarters»                                                  | 1:57       |
| 4.  | «Pie or Strudel / Escaping Queenie and Tina’s Place»                                        | 3:06       |
| 5.  | «Credence Hands Out Leaflets»                                                               | 2:05       |
| 6.  | «Inside The Case»                                                                           | 9:10       |
| 7.  | «The Erumpent»                                                                              | 3:30       |
| 8.  | «In The Cells»                                                                              | 2:12       |
| 9.  | «Tina and Newt Trial / Let’s Get The Good Stuff Out / You’re One of Us Now / Swooping Evil» | 8:01       |
| 10. | «Gnarlak Negotiations»                                                                      | 2:58       |
| 11. | «The Demiguise and The Occamy»                                                              | 4:07       |
| 12. | «A Close Friend»                                                                            | 1:52       |
| 13. | «The Obscurus / Rooftop Chase»                                                              | 3:50       |
| 14. | «He’s Listening To You Tina»                                                                | 2:07       |
| 15. | «Relieve Him of His Wand / Newt Releases The Thunderbird / Jacob’s Farewell»                | 12:34      |
| 16. | «Newt Says Goodbye to Tina / Jacob’s Bakery»                                                | 3:28       |
| 17. | «End Titles - Fantastic Beasts and Where To Find Them»                                      | 2:22       |

## Реліз
Світова прем'єра «Фантастичних звірів» відбулася 10 листопада 2016 року у Alice Tully Hall, Нью-Йорк. У широкий прокат картина вийшла 18 листопада 2016 року у форматах 2D, 3D та IMAX 4K Laser system.

## Критика
«Фантастичні звірі» отримали позитивні відгуки кінокритиків. На сайті Rotten Tomatoes фільм має рейтинг 76 %, оснований на 233 відгуках, та середню оцінку 6,8/10. На Metacritic стрічка має 66 балів зі ста, які базуються на 50 рецензіях критиків.
Пітер Бредшов із The Guardian високо оцінив фільм, запевнивши, що «Роулінг і Єйтс подарували нам навдивовижу добродушний, непретензійний і життєрадісний фільм(…) Чарівниця Дж. К. Роулінг рвучко повертається у світ магії під ливнем надприродних спалахів — і створює чудову фентезі-романтичну пригоду».
Критик видання Indiewire Ерік Кон зазначив: «Фільми Поттеріани були настільки добре продумані, що вони містять нескінченні можливості для продовжень, і „Фантастичні звірі“ приманюють у правильний спосіб, не повторюючи формулу надміру, а збагачуючи її чаруючим блиском».
Відмінну взаємодію між акторами відзначив Роббі Коллін з видання The Telegraph: «Фільм має бездоганний акторський склад і хімія між чотирма головними героями і втримує вашу увагу своїм феєрверком почуттів(…) Майстерний у побудові світу та формуванні персонажів, фільм утворює чарівливу постановку».

### Критика в Україні
Кінознавець Лук'ян Галкін в інтернет-виданні «Moviegram» написав, що «Звірі» — більше пілотна серія, аніж самостійний фільм, щось на кшталт вступу до франшизи, наповненого обірваними сюжетними лініями, що обіцяють й без того очевидне продовження». Українська кінокритик Надія Заварова у своїй рецензії на фільм, яка написана у формі акровірша, сказала про фільм, що це «чарівна казка про справжнє чудо». Олена Макаєва в інтернет-виданні «Cineast» написала, що «фільм нагадує серіальний пілотний епізод, який передує справжній розповіді в наступних чотирьох частинах. Лишається сподіватися, що вони набудуть більшого сюжетного сенсу, але не втратять своєї видовищності, бо руки вже ой як чешуться, аби прокататися на цьому атракціоні ще раз». Кінокритик Юлія Ліпенцева з телеканалу «24» схвально оцінила фільм, написавши таке: «„Фантастичні звірі і де їх шукати“ — неймовірно красиве кіно. Очевидно, наскільки добре та трепетно попрацювали над костюмами, атмосферою того часу, а найбільше — над звірями».

## Нагороди
| Нагорода                                | Дата церемонії | Категорія                                                | Номінант                                                            | Результат | Примітки      |
| --------------------------------------- | -------------- | -------------------------------------------------------- | ------------------------------------------------------------------- | --------- | ------------- |
| Вибір критиків                          | 11 грудня 2016 | Найкраща робота художника                                | Стюарт Крейг, Джеймс Гембідж і Анна Піннок                          | Номінація | [ 24 ]        |
| Вибір критиків                          | 11 грудня 2016 | Найкращий дизайн костюмів                                | Коллін Атвуд                                                        | Номінація | [ 24 ]        |
| Вибір критиків                          | 11 грудня 2016 | Найкращий грим та зачіски                                |                                                                     | Номінація | [ 24 ]        |
| Вибір критиків                          | 11 грудня 2016 | Найкращі візуальні ефекти                                |                                                                     | Номінація | [ 24 ]        |
| БАФТА                                   | 12 лютого 2017 | Найкраща робота художника-постановника                   | Стюарт Крейг і Анна Піннок                                          | Перемога  | [ 25 ]        |
| БАФТА                                   | 12 лютого 2017 | Видатний британський фільм                               | Девід Єйтс, Дж. К. Ролінґ, Девід Гейман, Стів Кловз, Лайонел Віграм | Номінація | [ 25 ]        |
| БАФТА                                   | 12 лютого 2017 | Найкращий дизайн кстюмів                                 | Коллін Етвуд                                                        | Номінація | [ 25 ]        |
| БАФТА                                   | 12 лютого 2017 | Найкращі візуальні ефекти                                | Тім Берк, Пабло Грілло, Крістіан Манц і Девід Воткінс               | Номінація | [ 25 ]        |
| БАФТА                                   | 12 лютого 2017 | Найкращий звук                                           | Нів Адірі, Гленн Фрімантл, Саймон Гаєс, Енді Нельсон і Ян Тепп      | Номінація | [ 25 ]        |
| Оскар                                   | 26 лютого 2017 | Найкраща робота художника-постановника                   | Стюарт Крейг та Анна Піннок                                         | Номінація | [ 26 ] [ 27 ] |
| Оскар                                   | 26 лютого 2017 | Найкращий дизайн костюмів                                | Коллін Етвуд                                                        | Перемога  | [ 26 ] [ 27 ] |
| Teen Choice Awards                      | 31 липня 2016  | Найочікуваніший фільм (англ. Choice AnTEENcipated Movie) |                                                                     | Номінація | [ 28 ]        |
| Evening Standard British Film Awards    | 9 грудня 2016  | Editor's Award                                           |                                                                     | Перемога  | [ 29 ]        |
| Асоціація кінокритиків Вашингтона       | 5 грудня 2016  | Найкраща робота художника                                | Стюарт Крейг і Анна Піннок                                          | Номінація | [ 30 ]        |
| Асоціація кінокритиків воріт Сент-Луїса | 18 грудня 2016 | Найкращий художник-постановник                           | Стюарт Крейг і Джеймс Гембідж                                       | 2         | [ 31 ]        |
| Премія Європейської кіноакадемії        | 9 грудня 2016  | Приз глядацьких симпатій                                 | «Фантастичні звірі і де їх шукати»                                  | Номінація | [ 32 ]        |

## Сиквели
Фільм дав старт новій серії фільмів, яка складатиметься з п'яти частин. Режисером всієї пенталогії стане Девід Єйтс.